# Billy Graham
Billy Graham   (Charlotte, 7 de novembre de 1918 - Montreat, 21 de febrer de 2018) fou un predicador evangelista dels Estats Units d'Amèrica. Era conegut per la seva predicació basada en els mitjans de comunicació, i va arribar a tenir més de 2 milions de seguidors.
Va ser assessor espiritual de diversos presidents dels EUA, des de Harry S. Truman (33è) fins a Barack Obama (44è). Va ser particularment proper a Dwight D. Eisenhower, Lyndon B. Johnson (un dels seus amics més propers) i Richard Nixon.
Als anys 1960 va combatre contra de la segregació racial i durant les campanyes electorals va donar suport tant a polítics demòcrates com republicans. Es va posicionar públicament contra el comunisme i a favor de l'intervencionisme en política exterior.
Graham ha estat reconegut com una de les personalitats més influents del segle xx per la revista Time i per la consultora Gallup. Va rebre la medalla d'or del Congrés dels Estats Units i va ser nomenat cavaller comandant (KBE) de l'Orde de l'Imperi Britànic, entre d'altres reconeixements. Els seus llibres han comptat amb un gran èxit de vendes, tant els autobiogràfics com els evangèlics.

## Biografia
Va néixer el 7 de novembre de 1918, fill de William Franklin Graham I (1888-1962) i Morrow Coffey (1892-1981), en una granja productora de llet prop de Charlotte, Carolina del Nord, EE. UU. Graham va ser educat pels seus pares a l'Església Presbiteriana Associada Reformada. El 1933, quan va acabar la Llei Seca als Estats Units, el pare de Graham el va obligar a ell i a la seva germana a beure cervesa fins a vomitar, la qual cosa va generar en tots dos una aversió a l'alcohol i les drogues. Segons el Centre Billy Graham, Graham es va convertir el 1934, amb 16 anys, durant una sèrie de trobades a Charlotte per l'avivament dirigits per l'evangelista Mordecai Ham. No obstant això, se li va rebutjar com a membre d'un grup de joves d'una església local perquè era «massa mundà». Ho va convèncer per a anar a veure a Ham la insistència d'un dels empleats de la granja Graham, Albert McMakin.
Després de graduar-se a l'Escola Secundària Sharon el maig de 1936, Graham va assistir a l'Escola Superior Bob Jones College, situada a Cleveland, Tennessee, durant un semestre però li va semblar massa legalista tant en els estudis com en les normes. Durant aquest temps va ser influït i inspirat pel pastor Charley Young de l'església Eastport Bible Church. Gairebé ho expulsen, però Bob Jones Sr. li va advertir que no tirés la seva vida per la finestra: «En el millor dels casos, pel cap alt que podries aspirar és a ser un pobre predicador baptista de camp en algun lloc perdut… Tens una veu que atreu. Déu pot usar aquesta veu teva. Pot usar-la poderosament».
El 1937, es va traslladar a l'Institut Bíblic de Florida (avui dia Escola Superior Trinity College de Florida) a Temple Terrace, Florida. En la seva autobiografia escriu que «va rebre (la seva) anomenat el clot 18 al Club de Camp i Golf Temple Terrace», que està just enfront de l'actual Sutton Hall a Florida College, Temple Terrace. El parc Reverend Billy Graham Memorial Park es troba avui a la vora del riu Hillsborough a l'est del clot 18 i creuant per on Graham sovint remava en canoa fins a una petita illa en el riu, on els predicava als ocells, als llangardaixos i als tocones dels xiprers. El 1940 obté una llicenciatura en teologia de l'Institut Bíblic de Florida evangèlic.Graham finalment es va graduar en antropologia per l'Escola Superior Wheaton College en Wheaton, Illinois, el 1943. Va ser durant la seva estada en Wheaton quan Graham va decidir acceptar la Bíblia com la infal·lible paraula de Déu. Henrietta Mears de la Primera Església Presbiteriana de Hollywood, Califòrnia va ser una peça fonamental en ajudar a Graham a lluitar amb aquest problema, que es va solucionar en el campament Forest Home Christian (avui dia anomenat Forest Home Ministries) al sud-est de l'àrea Big Bear Lake, a Califòrnia del Sud. Un monument allí marca el lloc de la decisió de Graham.
El 2012, Graham i el seu fill, Franklin, van aprovar públicament l'esmena 1 de Carolina del Nord, una mesura per prohibir el matrimoni entre persones del mateix sexe a l'estat. Tots dos van condemnar la declaració pública de suport del president Obama al matrimoni entre persones del mateix sexe més tard aquell any.

## Graham segons Roland Barthes
El pensador francès Roland Barthes va escriure sobre la predicació de Graham a París a finals dels anys 1950. Al seu llibre Mythologies hi recull un dels articles que li va dedicar (“Billy Graham al Velòdrom d'Hivern”). Comença dient que:
“Han estat tants els missioners que ens han explicat els costums religiosos dels «primitius» que sap greu que no hi hagués un bruixot papú al Velòdrom d'Hivern per explicar-nos la cerimònia presidida pel doctor Graham sota el nom de «campanya d'evangelització». Tanmateix, hi ha un bon material antropològic que, d'altra banda, sembla heretat dels cultes «salvatges», ja que s'hi troben sota un aspecte immediat les tres grans fases de qualsevol acte religiós: l'Expectativa, la Suggestió, la Iniciació.”
Barthes fa una lectura crítica de l'espectacle de Graham, que fa servir mètodes emocionals de suggestió per sobre dels mètodes de persuasió i de compassió del cristianisme:
“(…) les formes de Billy Graham trenquen qualsevol tradició del sermó, catòlic o protestant, hereva de la cultura antiga, i que exigeix la persuasió. El cristianisme occidental s'ha sotmès sempre en la seva exposició al quadre general del pensament aristotèlíc i ha acceptat sempre de dialogar amb la raó, fins i tot quan s'ha tractat d'acreditar l'irracional de la fe. Trencant amb segles d'humanisme (tot i que les formes hagin pogut ser buides i estereotipades, la preocupació per l'altre subjectiu rarament ha estat absent del didactisme cristià), el doctor Graham ens aporta un mètode de transformació màgic: substitueix amb la suggestíó la persuasió: la pressió de la paraula, l'evicció sistemàtica de qualsevol contingut racional en la proposició, el trencament incessant dels lligams lògics, les repeticions verbals, la designació grandiloqüent de la Bíblia oferta amb els braços estesos com si fos l'obrellaunes universal del pregoner i, sobrecot, l'absència d'escalfor, el menyspreu manifest per l'altre, totes aquestes operacions formen part del material clàssic de la hipnosi del music-hall: ho repeteixo, no hi cap diferència entre Billy Graham i el Gran Robert.”
La crítica de fons, malgrat tot, la fa Barthes a la petita burgesia francesa, que formava part majoritària del gruix d'adeptes a Graham:
“Tot això ens afecta molt directament: en primer lloc, l'«èxit» de Billy Graham manifesta la fragilitat mental de la petita burgesia francesa, la classe dins la qual sembla que ha reclutat més adeptes per a les seves sessions: l'adaptació del públic a formes de pensament il·lògiques i hipnòtiques suggereix que existeix en aquest grup social el que es podria anomenar «una situació d'aventura»: una part de la petita burgesia francesa no està ni tan sols protegida pel seu famós «sentit comú», que és la forma agressiva de la seva consciència de classe.”
La missió explícita de Graham de “despertar Paris”, remarca Barthes, no és altra que plantar una pica de fe, ni que sigui una fe manipulada i espectacular, o precisament per això, dins el cor del raonament i del descreïment representats per la fama del racionalisme francès. Que l'emoció guanyi a la raó en el seu propi feu. Amb l'objectiu polític, en plena guerra freda, de parar-li els peus al comunisme. I acaba Barthes:
“L'ateisme de França només interessa a Amèrica perquè és el rostre anterior al comunisme. «Despertar» França de l'ateisme és despertar-la de la fascinació comunista. La campanya de Billy Graham no ha estat cap altra cosa que un episodi maccarthista.”

## Mort

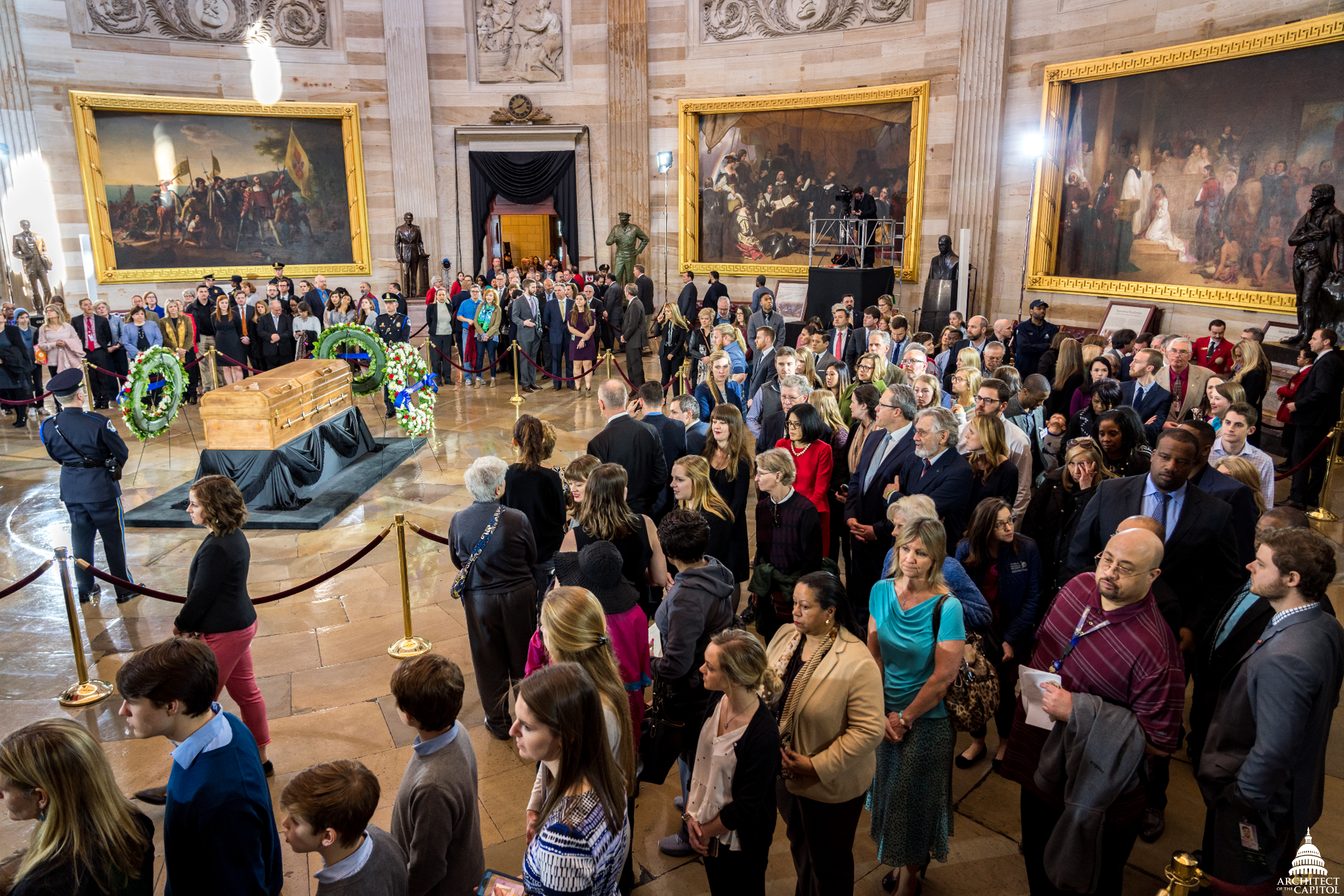
Cerimònia al reverend Billy Graham a la rotonda del Capitoli, 28 de febrer de 2018.

Graham va morir per causes naturals el 21 de febrer de 2018, a la seva casa de Montreat, Carolina del Nord, als 99 anys
El 2 de març de 2018 es va celebrar un funeral privat. Graham va ser enterrat al costat de la seva dona als peus de la passarel·la de maó en forma de creu al Prayer Garden, al costat nord-est de la Biblioteca Billy Graham a Charlotte, Carolina del Nord. L'arqueta de fusta contraxapada de pi de Graham va ser feta a mà el 2006 per assassins condemnats a la Penitenciaria de l'Estat de Louisiana, i rematada amb una creu de fusta que els presos hi van clavar.
Se li honora amb una commemoració al calendari litúrgic de l’Església Anglicana a Amèrica del Nord el 21 de febrer
El 28 de febrer i l'1 de març de 2018, Graham es va convertir en el quart ciutadà privat de la història dels Estats Units a estar en honor a la rotonda del Capitoli dels Estats Units a Washington, DC És el primer líder religiós a rebre aquest honor. A la cerimònia, el líder de la majoria del Senat, Mitch McConnell, i el president de la Cambra , Paul Ryan, van anomenar Graham "el pastor dels Estats Units". El president Donald Trump va dir que Graham era "un ambaixador de Crist". A més, el televangelista Jim Bakker va fer respecte a Graham, afirmant que era el predicador més gran des de Jesús. També va dir que Graham el va visitar a la presó.